# Mehmet Eren Boyraz
Mehmet Eren Boyraz (* 11. Oktober 1981 in Karadeniz Ereğli, Provinz Zonguldak, Türkei) ist ein türkischer Fußballspieler.

## Karriere

### Vereine
Mehmet Eren Boyraz begann seine professionelle Karriere bei Sidespor. Dort spielte zwei Jahre lang in der dritten türkischen Liga. Seine Leistungen waren für Sidespor nicht gut genug, weshalb er zu Beylerbeyi SK in die vierte türkische Liga wechselte. In seiner zweiten Saison für diesen Verein, in der Saison 2004/05, wurde er mit 20 Toren Torschützenkönig der TFF 3. Lig.
Dort spielt Boyraz zwei Jahre und wechselte erneut. Diesmal ging er aufgrund seiner guten Leistungen vom Verein und spielte für Eskişehirspor. Nach Eskişehirspor war Mehmet Eren für eine Saison bei Kayseri Erciyesspor und ging danach zu Kayserispor.
Mit Kayserispor gewann Boyraz in der Saison 2007/08 den türkischen Pokal.
Zum Sommer 2013 wechselte Boyraz zum Zweitligisten Adana Demirspor. Hier setzte er sich auf Anhieb als Stammspieler durch und war zum Saisonende mit zwölf Ligatoren erfolgreichster Torschütze seiner Mannschaft. Bereits nach einer Saison verließ er Demirspor und heuerte bei seinem früheren Klub Kayserispor an.  Mit diesem Verein erreichte er zum Saisonende die Zweitligameisterschaft und damit den Aufstieg in die Süper Lig.
Im Sommer 2015 wechselte er zusammen mit seinem Teamkollegen Berkay Değirmencioğlu, Serkan Kurtuluş und Çağlar Birinci zum Zweitligisten Karşıyaka SK. Im Januar 2016 verließ er diesen Verein wieder.

### Nationalmannschaft
Im Rahmen eines Testspiels wurde Boyraz im März 2008 für die zweite Auswahl der türkischen Nationalmannschaft und gab gegen die Zweite Auswahl Rumäniens sein Länderspieldebüt.

## Erfolg
Mit Kayserispor
- Türkischer Fußballpokal: 2007/08
- Meister der TFF 1. Lig und Aufstieg in die Süper Lig: 2014/15

## Auszeichnungen
- Torschützenkönig der TFF 3. Lig: 2004/05